# Gliese 127.1
Gliese 127.1 (GJ 127.1 / HIP 14754 / WD 0310-688) es una enana blanca de magnitud aparente +11,1 encuadrada en la constelación de Hydrus.
Actualmente se halla a 33,1 años luz de distancia, pero hace 296.000 años su órbita la llevó a sólo 5,2 años luz del sistema solar.
Gliese 127.1 tiene tipo espectral DA3.1, siendo el hidrógeno predominante en su atmósfera.
Las enanas blancas no generan energía por fusión nuclear, sino que radian al exterior el exceso de calor a un ritmo constante, por lo que con el tiempo su temperatura superficial va descendiendo.
Gliese 127.1 tiene una elevada temperatura efectiva de 15.500 ± 79 K, consecuencia de su corta edad —como remanente estelar— de «sólo» 190 millones de años.
Igualmente la luminosidad de estos objetos decae con el tiempo, siendo la luminosidad de Gliese 127.1 equivalente al 0,3% de la luminosidad solar.
Aunque es 9 menos luminosa que Sirio B, es 17 veces más luminosa que la estrella de Van Maanen, la enana blanca solitaria más próxima al Sol.
Gliese 127.1 posee una masa de 0,63 ± 0,01 masas solares, claramente por debajo de la masiva Sirio B.
Estudios de espectropolarimetría sugieren que puede tener un débil campo magnético.